# Canton de Trégueux
Le canton de Trégueux est une circonscription électorale française du département des Côtes-d'Armor.

## Histoire
Un nouveau découpage territorial des Côtes-d'Armor entre en vigueur à l'occasion des élections départementales de mars 2015, défini par le décret du 13 février 2014, en application des lois du 17 mai 2013 (loi organique 2013-402 et loi 2013-403). Les conseillers départementaux sont, à compter de ces élections, élus au scrutin majoritaire binominal mixte. Les électeurs de chaque canton élisent au Conseil départemental, nouvelle appellation du Conseil général, deux membres de sexe différent, qui se présentent en binôme de candidats. Les conseillers départementaux sont élus pour 6 ans au scrutin binominal majoritaire à deux tours, l'accès au second tour nécessitant 12,5 % des inscrits au 1er tour. En outre la totalité des conseillers départementaux est renouvelée. Ce nouveau mode de scrutin nécessite un redécoupage des cantons dont le nombre est divisé par deux avec arrondi à l'unité impaire supérieure si ce nombre n'est pas entier impair, assorti de conditions de seuils minimaux. Dans les Côtes-d'Armor, le nombre de cantons passe ainsi de 52 à 27.
Le canton de Trégueux est formé des quatre communes de l'ancien canton de Langueux. Le canton est entièrement inclus dans l'arrondissement de Saint-Brieuc. Le bureau centralisateur est situé à Trégueux.

## Représentation
| Période élective | Période élective | Mandat | Mandat   | Identité                 | Nuance | Nuance | Qualité |
| ---------------- | ---------------- | ------ | -------- | ------------------------ | ------ | ------ | --- |
| 2015             | 2021             | 2015   | 2021     | Sylvie Guignard          |        | UDI    | Conseillère municipale de Langueux 4ème Vice-Présidente du Conseil départemental (Accompagnement des personnes âgées) |
| 2015             | 2021             | 2015   | 2021     | Fernand Robert           |        | DVD    | conseiller municipal d’Yffiniac                                                                                       |
| 2021             | 2028             | 2021   | en cours | Denis Hamayon            |        | PS     | Directeur de structures associatives et acteur de l’économie sociale et solidaire, maire d'Yffiniac                   |
| 2021             | 2028             | 2021   | en cours | Christine Métois-Le Bras |        | PS     | Juriste, maire de Trégueux (depuis 2014)                                                                              |

### Résultats détaillés

#### Élections de mars 2015
À l'issue du 1er tour des élections départementales de 2015, deux binômes sont en ballottage : Sylvie Guignard et Fernand Robert (Union de la Droite, 34,11 %) et Christine Gacel et Bertrand Le Beau (PS, 32,59 %). Le taux de participation est de 54,27 % (9 945 votants sur 18 324 inscrits) contre 56,24 % au niveau départementalet 50,17 % au niveau national.
Au second tour, Sylvie Guignard et Fernand Robert (Union de la Droite) sont élus avec 51,17 % des suffrages exprimés et un taux de participation de 54,64 % (4 635 voix pour 10 013 votants et 18 324 inscrits).

#### Élections de juin 2021
Le premier tour des élections départementales de 2021 est marqué par un très faible taux de participation (33,26 % au niveau national). Dans le canton de Trégueux, ce taux de participation est de 37,49 % (7 159 votants sur 19 094 inscrits) contre 39,37 % au niveau départemental. À l'issue de ce premier tour, deux binômes sont en ballottage : Denis Hamayon et Christine Métois-Le Bras (DVG, 48,48 %) et Mickaël Cosson et Sylvie Guignard (DVC, 39,05 %).
Le second tour des élections est marqué une nouvelle fois par une abstention massive équivalente au premier tour. Les taux de participation sont de 34,3 % au niveau national, 40,31 % dans le département et 39,2 % dans le canton de Trégueux. Denis Hamayon et Christine Métois-Le Bras (DVG) sont élus avec 53,23 % des suffrages exprimés (3 737 voix pour 7 487 votants et 19 098 inscrits),,.

## Composition
Le canton de Trégueux comprend 4 communes entières :

| Nom                              | Code Insee | Intercommunalité                    | Superficie (km2) | Population (dernière pop. légale) | Densité (hab./km2) | Modifier                                    |
| -------------------------------- | ---------- | ----------------------------------- | ---------------- | --------------------------------- | ------------------ | ------------------------------------------- |
| Trégueux (bureau centralisateur) | 22360      | CA Saint-Brieuc Armor Agglomération | 14,57            | 8 462 (2022)                      | 581                | modifier les données · modifier les données |
| Hillion                          | 22081      | CA Saint-Brieuc Armor Agglomération | 24,76            | 4 304 (2022)                      | 174                | modifier les données · modifier les données |
| Langueux                         | 22106      | CA Saint-Brieuc Armor Agglomération | 9,10             | 7 947 (2022)                      | 873                | modifier les données · modifier les données |
| Yffiniac                         | 22389      | CA Saint-Brieuc Armor Agglomération | 17,44            | 4 980 (2022)                      | 286                | modifier les données · modifier les données |
| Canton de Trégueux               | 2226       |                                     | 65,87            | 25 693 (2022)                     | 390                | modifier les données                        |

## Démographie
En 2022, le canton comptait 25 693 habitants, en évolution de +1,84 % par rapport à 2016 (Côtes-d'Armor : +1,78 %, France hors Mayotte : +2,11 %).
| 2013   | 2018   | 2022   |
| ------ | ------ | ------ |
| 24 568 | 25 383 | 25 693 |